# الفريد ايفيونغ
الفريد ايفيونغ (بالإنجليزية: Alfred Effiong)‏ (29 نوفمبر 1984 بنيجيريا - ) هو لاعب كرة قدم نيجيري في مركز الهجوم. شارك مع منتخب مالطا لكرة القدم. أما مع النوادي، فقد لعب مع نادي بالزان ونادي فاليتا وهامرون سبارتانز وSt. George's F.C. ‏ ونادي مارساشلوك وQormi F.C. ‏.

## وصلات خارجية
- الفريد ايفيونغ على موقع الاتحاد الأوربي (الإنجليزية)
- الفريد ايفيونغ على موقع قاعدة بيانات كرة القدم.إي يو (الإنجليزية)
- الفريد ايفيونغ على موقع ناشيونال فوتبول تيمز (الإنجليزية)
- الفريد ايفيونغ على موقع Soccerway.com (الإنجليزية)
- الفريد ايفيونغ على موقع عالم كرة القدم.نت (الإنجليزية)